# Campyloneuropsis
Campyloneuropsis is een geslacht van wantsen uit de familie van de Miridae (Blindwantsen). Het geslacht werd voor het eerst wetenschappelijk beschreven door Poppius in 1905.

## Soorten
Het genus bevat de volgende soorten:

- Campyloneuropsis annulala Poppius, 1914
- Campyloneuropsis aspera (Linnavuori & Al-Safadi, 1993)
- Campyloneuropsis cincticornis (Stål, 1860)
- Campyloneuropsis cornuta (Odhiambo, 1961)
- Campyloneuropsis fagoniae (Linnavuori, 1975)
- Campyloneuropsis falciger (Linnavuori, 1975)
- Campyloneuropsis fulva J. Ribes & E. Ribes, 2001
- Campyloneuropsis hyalinus (Carvalho, 1947)
- Campyloneuropsis impicta (Linnavuori, 1961)
- Campyloneuropsis infumatus (Carvalho, 1947)
- Campyloneuropsis longulus (Poppius, 1914)
- Campyloneuropsis nigroculatus (Carvalho, 1947)
- Campyloneuropsis pavoniae (Linnavuori, 1975)
- Campyloneuropsis pochalla (Linnavuori, 1975)
- Campyloneuropsis pygmaea (Wagner, 1956)
- Campyloneuropsis rhianos Linnavuori, 1997
- Campyloneuropsis rubroornatus (Poppius, 1914)
- Campyloneuropsis spectabilis (Linnavuori, 1975)
- Campyloneuropsis tacsa (Odhiambo, 1961)